# 노트북 (영화)
《노트북》(영어: The Notebook)은 2004년 개봉한 미국의 로맨틱 드라마 영화이다. 니컬러스 스파크스가 쓴 동명 소설이 원작이다.

## 줄거리
현대의 요양원에서 노인 듀크는 한 여성 환자에게 노트북에 적힌 로맨틱한 이야기를 읽어주고 있다.
1940년, 사우스캐롤라이나 시브룩 섬의 카니발에서 제재소 노동자 노아 캘훈은 여름을 보내러 온 17세의 상속녀 앨리슨 "앨리" 해밀턴을 보게 된다. 그는 그녀를 추적하고, 데이트하도록 설득하며, 둘은 로맨스를 시작한다.
앨리와 노아가 그녀의 부모님 저택으로 돌아왔을 때, 앨리의 어머니 앤은 그들의 관계를 반대하며 노아를 만나지 못하게 한다. 노아가 떠나자 앨리는 그를 따라가고, 둘은 앨리가 머물 것인지 노아가 뉴욕으로 이사할 것인지에 대해 이야기를 주고받는다. 그러나 노아는 여름이 끝날 때까지 기다려보고 관계가 지속될지 지켜보자고 제안한다. 앨리는 노아가 관계를 끝내려 한다고 오해하고 둘은 다투기 시작하며, 앨리는 관계를 끝내고 싶다고 말하지만 노아가 차를 타고 떠나는 순간 즉시 후회한다.
다음 날 아침, 앤은 그들이 즉시 찰스턴으로 돌아갈 것이라고 발표한다. 앨리는 노아에게 사과하려 하지만 실패하고, 핀에게 자신이 노아를 사랑한다고 전해달라고 부탁한다. 노아는 이 소식을 듣고 앨리의 집으로 달려가지만 이미 늦었다.
노아는 1년 동안 매일 앨리에게 편지를 쓰지만, 앨리의 어머니가 편지를 가로챈다. 365통의 편지가 모두 답장이 없자, 그는 편지 쓰기를 중단하고 삶을 계속 살아간다. 그와 핀은 군에 입대하여 벌지 전투에 참전하고 그곳에서 핀은 전사한다. 앨리는 병원에서 부상당한 군인들을 간호하며, 젊은 변호사이자 오래된 남부 명문가 출신인 론 해먼드 주니어 대위를 만난다. 몇 년 후, 그들은 앨리의 부모님의 기쁨 속에 약혼한다.
노아는 전쟁에서 돌아와 아버지가 윈저 농장을 사기 위해 그들의 집을 팔았다는 것을 알게 된다. 그는 농장을 복원하면 앨리가 그에게 돌아올 것이라고 믿는다. 복원이 완료된 후에도 노아는 농장을 팔기를 거부한다. 앨리가 웨딩드레스를 입어보던 중, 신문에서 복원된 집 앞에 서 있는 노아의 사진을 보고 기절한다.
앨리의 노아에 대한 감정이 다시 솟아오르고, 그녀는 론에게 결혼 전 혼자 여행을 가겠다고 요청한다. 시브룩으로 돌아온 그녀는 노아가 그들의 꿈의 집에 살고 있는 것을 발견한다. 둘은 관계를 회복하고 육체적 관계를 맺는다. 노아는 앨리에게 365통의 편지에 관해 이야기하고, 둘은 그녀의 어머니가 편지를 가로챘다는 것을 깨닫는다.
며칠 후, 앤이 나타나 론이 시브룩에 왔다고 앨리에게 경고한다. 그녀는 또한 자신도 한때 마을의 하층민 남자를 사랑했으며, 다르게 선택했다면 그들의 삶이 어땠을지 여전히 궁금하다고 털어놓는다. 그녀는 앨리에게 노아의 편지를 건네며 현명하게 선택하라고 제안한다.
노아와 앨리는 다투고 그는 그녀에게 다른 사람들이 아닌 스스로 원하는 것을 결정하라고 말한다. 그녀는 흐느끼며 혼란스러운 상태로 호텔로 돌아가 론에게 자신의 불륜을 고백한다. 론은 여전히 그녀를 원하지만, 앨리는 자신의 마음을 따라 노아에게 돌아간다.
현재, 노인 여성은 치매를 앓고 있는 앨리로 밝혀진다. 듀크는 사실 노아로, 혼란스러운 상태의 앨리를 놀라게 하지 않기 위해 가명을 사용한다. 그가 읽는 책은 그녀의 일기로, 그들의 로맨스와 함께한 삶을 기록한 것으로 노아는 이를 통해 앨리가 자신에게 돌아오도록 돕고 있다. 노아는 거의 매일 일기를 읽어주겠다는 약속을 지켜왔다.
노트북의 일기가 거의 끝나갈 무렵, 앨리는 노아에게 이야기의 결말이 어떻게 되었는지 물어보고 노아는 그녀가 알고 있다고 말한다. 그녀는 잠시 그를 알아보고 기억을 되찾는다. 앨리는 다시 기억을 잃기 전까지 얼마나 시간이 남았는지 묻고 듀크는 아마도 5분 정도라고 말한다. 그들은 자신들의 노래인 "I'll Be Seeing You"에 맞춰 춤을 추고, 그녀는 그들의 아이들에 대해 묻는다.
그러나 앨리의 치매가 빠르게 재발하고 그녀는 낯선 사람이 자신을 만지는 것에 공황 상태가 되어 진정제를 맞게 된다. 듀크는 심장마비를 일으키고 요양원에서 치료를 받는 동안 앨리는 치매 병동으로 옮겨진다. 회복 후, 허락되지 않았음에도 불구하고 노아는 밤에 앨리의 방에 몰래 들어간다. 그녀는 즉시 그를 알아보고 둘은 키스한다. 다음 날 아침, 그들의 시신은 손을 잡은 채 함께 발견된다.

## 출연
- 라이언 고슬링 - 노아 캘훈 역
  - 제임스 가너 - 나이 든 노아 / 듀크 역
- 레이철 매캐덤스 - 앨리슨 "앨리" 캘훈 (해밀턴) 역
  - 제나 롤런즈 - 나이 든 앨리 역
- 샘 셰퍼드 - 프랭크 캘훈 역
- 조앤 앨런 - 앤 해밀턴 역
- 제임스 마즈든 - 론 해먼드 주니어 역
- 케빈 코널리 - 핀 역
- 데이비드 손턴 - 존 해밀턴 역
- 제이미 브라운 - 마사 쇼 역
- 헤더 월퀴스트 - 세라 터핑턴 역
- 에드 그레이디 - 해리 역
- 오바 바바툰데 - 밴드 지휘자 역
- 스탈레타 듀프와 - 에스터 간호사 역
- 폴 조핸슨 - 앤 해밀턴의 전 남자친구 역 (크레디트 미기재)
- 엘리자베스 본드 - 론의 비서 역
- 제니퍼 에컬스 - 셀마 간호사 역
- 레슬리 피셔 - 시브룩 여성 역
- 실비아 제프리스 - 로즈메리 역
- 토드 루이스 - 리포터 역
- 컬런 모스 - 보디 역
- 린디 뉴턴 - 헤더 린 역
- 바버라 위트먼 - 바이어 역

## 흥행
- 대한민국 관객수: 53만 명

## 수상
- 2005년 제14회 MTV 영화 & TV 어워즈 수상 최고의 키스상 - 레이철 매캐덤스, 라이언 고슬링[2]
- 2005년 제11회 미국 배우 조합상 수상 공로상 - 제임스 가너[3]

## 우리말 녹음
KBS 성우진
- 김태영 - 노아(라이언 고슬링)
- 박지윤 - 앨리(레이철 매캐덤스)
- 유강진 - 듀크(제임스 가너)
- 이선영 - 노인 앨리(제나 롤런즈)
- 송도영 - 앤 해밀턴(조앤 앨런)
- 유동균 - 론 해먼드(제임스 마즈든)
- 윤세웅 - 핀(케빈 코널리)
- 이제인 - 세라(헤더 월퀴스트)
- 김도담 - 해리(에드 그레이디) / 앨리의 아버지(데이비드 손턴) / 듀크의 아들(라일리 노백)
- 우현주 - 간호사(르네 앰버) / 듀크의 딸(낸시 더메이오)
- 공경은 - 에스터(스탈레타 듀프와) / 듀크의 딸(메러디스 질리)
- 이희탁 - 의사(매슈 배리)
- 김동하 - 노아의 아버지(샘 셰퍼드)